# Стронгили (Мейисти)
Стронгили (греч. Στρογγυλή ή Στρογγύλη, Ипсили, Υψηλή, Чам, тур. Çamada) — маленький необитаемый остров к юго-востоку от Мейисти (Кастелоризон). Наивысшая точка 156 м над уровнем моря. Административно относится к общине Мейисти в периферийной единице Родос в периферии Южные Эгейские острова. Крайняя восточная точка Греции.
На западной вершине Стронгили находятся руины античной башни, которая завершает юго-восточный конец цепи сторожевых башен Родосского государства. Сохранился фундамент башни. Двойная стена защищает преимущественно северную сторону крепости, а на юге находятся цистерны, вырубленные в скале и облицованные глиной и известковой штукатуркой, а также остатки пресса для оливкового масла. Центральная прямоугольная башня занимает площадь примерно 7,5 × 8,5 м и состоит из рядной кладки из тёсаного камня. Сохранился только один ряд камней надстройки. Башня построена не на самой высокой вершине острова, позволяет незаметно наблюдать за противоположным берегом и находится в ближайшей к порту точке. Три башни Кастелоризона, Ро и Стронгили составляют основные звенья густой сети сторожевых башен, построенных Родосским государством в эллинистический период для контроля над морскими путями и ликийским побережьем. Башни предлагается включить в список объектов всемирного наследия ЮНЕСКО. 
С 1910 года на острове находится маяк.
В 2014 году на острове построена церковь Айос-Николаос.
В 2015 году построена канатная дорога.